# Варан Спенсера
Варан Спенсера (лат. Varanus spenceri) — вид ящериц из семейства варанов. Назван в честь англо-австралийского зоолога Уолтера Болдуина Спенсера (1860—1929).

## Описание
Длина тела до 1,2 м. Верхняя часть туловища чаще всего светлая серо-коричневая с тёмными коричневыми и кремовыми пятнами. Нижняя сторона туловища кремовая с коричневыми или серыми пятнами. Хвост довольно круглый в сечении у основания, а в задней части сжат с боков и имеет медиальный гребень.

## Распространение
Населяет северо-западный Квинсленд в Австралии.